# Cerianthus vas
Cerianthus vas är en korallart som beskrevs av McMurrich 1893. Cerianthus vas ingår i släktet Cerianthus och familjen Cerianthidae. Inga underarter finns listade i Catalogue of Life.